# Barranc del Clot d'Espinauba

El Barranc del Clot d'Espinauba, respecte del terme d'Abella de la Conca

El barranc del Clot d'Espinauba és un barranc, afluent del riu de Collell. Pertany a la conca del Segre, i discorre del tot dins del terme municipal d'Abella de la Conca, en terres del poble de Bóixols, al sud de l'extrem de llevant de la Serra de Carreu.
Neix a la partida de Gavernera, passa pel costat de llevant de Cal Moià, forma el Clot d'Espinauba, passa a ponent de Cal Gonella i a llevant de Cal Badia. Discorre a llevant de Cal Sol i de la Serra de Pi, i al sud de la masia de Cal Mateu es fon en el riu de Collell. El barranc pren el nom de1 clot que travessa a la meitat del seu recorregut.